# 消えたローマ兵士の謎
「消えたローマ兵士の謎」（きえたローマへいしのなぞ、原題: "The Eaters of Light"）は、イギリスのSFドラマ『ドクター・フー』の第10シリーズ第10話。ローナ・ムンローが脚本を執筆し、2017年6月17日に BBC One で初放送された。ムンローはクラシックシリーズの最終シーズン Survival の脚本を以前に執筆しており、2020年現在、新シリーズとクラシックリシーズの両方で活動した唯一の脚本家となっている。本作は一般に批評家から肯定的にレビューされた。
12代目ドクター（演:ピーター・カパルディ）はビル・ポッツ（演:パール・マッキー）とナードル（演:マット・ルーカス）を2世紀に連れて行き、ローマ第9軍団ヒスパナが姿を消した原因についてビルと異なる論を展開する。3人はドクターとナードル側およびビル側の二手に分かれ調査を開始するが、そのうちビルは第9軍団の生き残りと、ドクターとナードルはピクト人と合流する。そして第9軍団の消滅は、長くピクト人により封印されていた光を食べる異世界の怪物がピクト人の少女カー（演:レベッカ・ベンソン）により解放されたためであると判明する。

## 連続性
ナードルは謎めいた失踪事件の例としてピクト人たちにメアリー・セレスト号の話をする。初代ドクターの The Chase（1963年）では、ダーレクが船に到着した際に乗員が怯えて水中に逃げ込んだことで失踪事件が起きたことが示唆されている。

## 製作
「消えたローマ兵士の謎」の台本の読み合わせは2016年10月12日に行われ、2016年10月12日から11月22日にかけて撮影された。

### 脚本
2016年10月にモファットはクラシックシリーズの脚本家が筆を執ることを報じ、後にそれがクラシックリシーズかつ第26シーズンの最終話 Survival を執筆したローナ・ムンローであることが確定された。新シリーズとクラシックリシーズの両方で活動した最初の脚本家となった。

## 放送と反応
リアルタイム視聴者数は「嘘という支配」の301万人を下回る289万人を記録し、2005年に始動した新シリーズで最低値を叩き出した。番組視聴占拠率は22%であった。タイムシフト視聴者を加算すると視聴者数は473万人であり、新シリーズでは「嘘という支配」の482万人を下回る最低記録となった。Appreciation Index は81であった。
日本では放送されていないが、2018年3月31日にHuluで「消えたローマ兵士の謎」を含む第10シリーズの独占配信が開始された。

### 批評家の反応
| 専門評論家によるレビュー           | 専門評論家によるレビュー |
| レビュー・スコア                   | レビュー・スコア         |
| 出典                               | 評価                     |
| ---------------------------------- | ------------------------ |
| The A.V. Club                      | B+                       |
| エンターテインメント・ウィークリー | B+                       |
| SFX                                | [ 10 ]                   |
| TV Fanatic                         | [ 11 ]                   |
| IGN                                | 8.3                      |
| ニューヨーク・マガジン             | [ 13 ]                   |
| ラジオ・タイムズ                   | [ 14 ]                   |

「消えたローマ兵士の謎」は一般に批評家から肯定的にレビューされた。
The A.V. Clubのアラスデア・ウィルキンスは本作にB+の評価を与え、ベテラン脚本家のローナ・ムンローと彼女の脚本を「政治的事象と人格的事象を上手くミックスさせている」と称賛し、特にローマ軍の扱い方と、兵士のキャラクター性の複雑さを称えた。ムンローがクラシックリシーズから新シリーズへ復帰した初の脚本かであることから、彼は本作がクラシックシリーズに戻ったかのような感覚を覚えた。ウィルキンスは、このエピソードの「レトロ」な雰囲気ゆえに「火星の女王」への批判が今回のエピソードにも当てはまるとも感じたが、このエピソードが良い意味で「奇妙な」エピソードであり、「とてつもなく独特な雰囲気」を持っているという印象を抱いた。
TV Fanatic のTV Fanatic のキャサリン・ウィーデルは本作に星3.3を与えた。彼女は、ピクト人に打ち解けるナードル、カラスについて話すドクター、ターディスの自動翻訳機能に気付くビルといった、面白さのあるしっかりとしたエピソードであると感じた。なお、ドクターが異世界への門を守ると主張した際に脇役が彼の代わりを務めるであろうということは、多くの視聴者が予想できたものだったと彼女はコメントした。
IGNのスコット・コルーラは8.3点と評価し、特にピクト人とローマ人の脇役がこれまでのエピソードのゲストよりもキャラが立っていて改善されていると称賛した。彼はビルとルシウスの恋を語る場面や、カーが全てを失った苦痛を負っているという要素を高く評価し、大袈裟な怪物と独立気味のエピソード構成によりエピソードは良いものになっていたと語った。
ラジオ・タイムズのパトリック・マルケーンは本作に満点を与え、「美しく書かれている」と述べた。彼はムンローが神話に物語を適合させたことと彼女の「作家的な声」が本作の目玉であるとし、「大人の指導を受けずに暴走する思春期の若者たちが、最終的には失われた青春の世代のためのエレジーになる」点をクラシックシリーズの Survival になぞらえた。マルケーンは本作におけるビルを称賛し、特にターディスの翻訳機能に気付く場面やローマ兵との性別についてのやり取りを高く評価した。また、彼はカパルディの自己犠牲の演技が最高だったと絶賛した。